# يان ريتشارد
يان ريتشارد (بالفرنسية: Yann Richard)‏ هو عالم إيرانيات ‏ فرنسي، ولد في 24 يوليو 1948 في Joncy ‏ في فرنسا.